# توم سانتي
توم سانتي (بالإنجليزية: Tom Santi)‏ هو لاعب كرة قدم أمريكية أمريكي، ولد في 22 نوفمبر 1985 في نيو أورلينز في الولايات المتحدة.

## وصلات خارجية
- توم سانتي على موقع مرجع كرة القدم المحترفة.كوم (الإنجليزية)